# 米利亞季奇
49°42′30″N 24°5′46″E / 49.70833°N 24.09611°E
米利亞季奇（烏克蘭語：Милятичі），是烏克蘭西部的村莊，隸屬利維夫州的利維夫區。該村面積1.43平方公里，海拔高度328米，2022年人口484，人口密度每平方公里338.46人。